# Утакмице фудбалске репрезентације Мађарске 2005.
| Домаћин | Гост |

Фудбалска репрезентација Мађарске је током 2005. године одиграла тринаест званичних утакмица. Репрезентација је годину започела са два пријатељска меча, одигравши 0 : 0 против Саудијске Арабије, док је изгубила са 2- : 0 од Велса. 
Током квалификација за Светско првенство у фудбалу 2006. репрезентација је изгубила са 2 : 1 од Француске 31. маја и Аргентине 17. августа. Мађарска је имала доста добар резултат у квалификацијама за Светско првенство, 1 : 1 код куће против Бугарске, 3 : 2 против Исланда у Рејкјавику, 4 : 0 победу над Малтом, порас са 1 : 0 од Швеђана, а затим опет пораз од 2 : 0 против Бугарске, и коначно реми 0 : 0 са Хрватском. Мађарски тим је годину завршио са три пријатељска меча, поразом од Грчке са 2 : 1, након чега је уследила америчка турнеја у децембру, где су прво изгубили од Мексика и на крају победили Антигву и Барбуду, што је уједно био и последњи меч у календарској години.

## Утакмице
| Мађарска | 0 : 0    | Саудијска Арабија |
| -------- | -------- | ----------------- |
|          | Извештај |                   |

| Велс           | 2 : 0    | Мађарска |
| -------------- | -------- | -------- |
| Белами 64’ 80’ | Извештај |          |

| Мађарска  | 1 : 1    | Бугарска      |
| --------- | -------- | ------------- |
| Рајци 90’ | Извештај | 52’ С. Петров |

| Француска             | 2 : 1    | Мађарска    |
| --------------------- | -------- | ----------- |
| Сисе 10’ · Малуда 35’ | Извештај | 78’ Керекеш |

| Исланд                              | 2 : 3    | Мађарска                             |
| ----------------------------------- | -------- | ------------------------------------ |
| Е. Гудјонсен 10’ · К. Сигурдсон 68’ | Извештај | 45’ (пен) 57’ (пен) Гера · 73’ Хусти |

| Мађарска     | 1 : 2    | Аргентина                 |
| ------------ | -------- | ------------------------- |
| Торгхеле 29’ | Извештај | 18’ Родригез · 63’ Хајнце |

| Мађарска                                                | 4 : 0    | Малта |
| ------------------------------------------------------- | -------- | ----- |
| Торгхеле 35’ · Б. Саид 55’ (аг) · Такач 64’ · Рајци 85’ | Извештај |       |

| Мађарска | 0 : 1    | Шведска           |
| -------- | -------- | ----------------- |
|          | Извештај | 90+1’ Ибрахимовић |

| Бугарска                       | 2 : 0    | Мађарска |
| ------------------------------ | -------- | -------- |
| Бербатов 30’ · З. Лазаров] 55’ | Извештај |          |

| Мађарска | 0 : 0    | Хрватска |
| -------- | -------- | -------- |
|          | Извештај |          |

| Грчка                         | 2 : 1    | Мађарска          |
| ----------------------------- | -------- | ----------------- |
| Јанакопулос 31’ · Кафес 90+1’ | Извештај | 77’ (пен) Кенешеи |

| Мађарска | 0 : 2    | Мексико                      |
| -------- | -------- | ---------------------------- |
|          | Извештај | Ф. Фонсека 33’ · Х. Хики 52’ |

| Мађарска                              | 3 : 0    | Антигва и Барбуда |
| ------------------------------------- | -------- | ----------------- |
| Вадоц 10’ · Фецешин 32’ · Ференци 80’ | Извештај |                   |

## Голгетери у 2005.
| - Габор Кираљ (голман) - Петер Рајци - Жомбор Керекеш - Золтан Гера - Саболч Хусти - Шандор Торгхеле - Акош Такач - Кристиан Вадоц - Фецеђин - Иштван Ференци |

## Извори и спољашње везе
- Све утакмице репрезентације Мађарске
- Репрезентација Мађарске на фудбалској бази података
- Утакмице репрезентације Мађарске (2005)